# 杜姆隆格
杜姆隆格（英語：Tumlong）是印度東北部錫金邦的一個村莊，位於門根縣境內。 它位於提斯塔河支流Dik Chu河的岸邊。
杜姆隆格於1793年至1894年期間曾是錫金王國的首都。1793年，為了躲避廓爾喀的侵略，錫金國王楚布南嘉將首都從拉布登策遷移到了這裡。1861年，錫金和英屬印度在這裡簽訂《杜姆隆格條約》，錫金成為英屬印度的保護國。錫金國王在這裡有一座宮殿，在下春丕河谷的春丕也有一座夏宮，兩地之間有一條通過卓拉山口的路。1894年，錫金國王圖多南嘉將首都遷至甘托克，以便更靠近英屬印度管轄的大吉嶺縣。